# Noel Gallagher's High Flying Birds
Noel Gallagher's High Flying Birds (en español: «Los Pájaros que Vuelan Alto de Noel Gallagher») fue una banda británica del Rock alternativo creada en el año 2010 y formada por Noel Gallagher, el excompositor y guitarrista principal de Oasis en compañía del expianista de estudio de Oasis; Mike Rowe, el baterista Chris Sharrock (último baterista de Oasis), el guitarrista Gem Archer (exguitarra de Oasis), el bajista de The Zutons; Russel Pritchard y la tecladista Jessie Greenfield. 
La banda también tiene una variedad de invitados en su álbum debut, tales como el Crouch End Festival Chorus y The Wired Strings.
Desde su partida de Oasis en 2009, muchos creían que Gallagher podría grabar un nuevo álbum solista. En julio de 2011, dio una conferencia de prensa para confirmar que efectivamente, este era el caso, después de desmentir que su hermano Liam Gallagher ya había escuchado las canciones del álbum. También explicó que estaría colaborando con Amorphous Androgynous para un segundo álbum que saldría en 2012. 
Los sencillos de su álbum debut son "The Death of You and Me", "AKA... What a Life!", "If I Had a Gun...", "Dream On" y " Everybody's on the Run". "AKA... What a Life!" hizo su debut en un anuncio de televisión de Vauxhall Motors.
Gallagher anunció que iniciaría una gira una semana después de que el disco fuera lanzado. Él dijo: "Saldremos de gira una semana después de que salga el disco. Vamos a empezar lento en pequeños teatros. Si es suficiente bueno para ir creciendo, entonces se irá creciendo. No creo que haya una gran gira este año. Creo que este año será un pase rápido alrededor del mundo y se intentará en las grandes ciudades y entonces probablemente será un gran gira el próximo año".
Gallagher explicó en una entrevista con Jonathan Ross en The Jonathan Ross Show que la inspiración del nombre de la banda vino de dos fuentes. La idea del prefijo "Noel Gallagher's" vino mientras escuchaba el álbum homónimo de Fleetwood Mac (conocido también como Peter Green's Fleetwood Mac), mientras que la última parte es tomada de la canción "High Flying Bird" de Jefferson Airplane.

## Historia

### Separación de Oasis (2009-2010)
Desde el lanzamiento del álbum Dig Out Your Soul (2008), había varias especulaciones de que Noel Gallagher iba a comenzar su carrera solista. Sin embargo, el 12 de julio de 2009, se anunció a través de un publicista de Oasis que esto no era cierto. Las cosas cambiaron menos de dos meses después, a raíz de una pelea entre los Gallagher en los camerinos que al parecer se inició debido a que Liam rompió la guitarra de Noel, y Noel posteriormente se fue enojado.
El 28 de agosto de 2009 el gerente de Oasis anunció la cancelación de su concierto en el festival Rock en Seine, cerca de París, a pocos minutos de comenzar, junto con la cancelación de la gira europea y una declaración de que Oasis "ya no existe". Dos horas más tarde, una declaración de Noel apareció en el sitio web de la banda que "con un poco de tristeza y gran alivio ... dejo Oasis esta noche. La gente escribirá y dirá lo que quiera, pero simplemente no podía continuar trabajando con Liam un día más".

### High Flying Birds y el proyecto de álbum desechado Amorphous Androgynous (2011–12)
Sus planes de carrera en solitario comenzaron en serio después de la desaparición de Oasis. El 6 de julio de 2011, Gallagher dio una rueda de prensa en Londres en la que anunció que Noel Gallagher's High Flying Birds lanzaría un álbum homónimo el 17 de octubre de 2011, y una segunda colaboración con Amorphous Androgynous sería publicada en 2012. En julio de 2011, lanzó su primer sencillo "The Death of You and Me", con críticas positivas. Tras el éxito de "The Death of You and Me", Gallagher confirmó en su página web que el próximo sencillo de la banda en Reino Unido sería "AKA... What a Life!" que fue lanzado el 11 de septiembre de 2011. "If I Had a Gun...", primer sencillo en Estados Unidos de Gallagher, se publicó en iTunes el 20 de septiembre de 2011. El segundo álbum de Gallagher iba a ser una colaboración con Amorphous Androgynous, previsto para finales de 2012. Él dijo: "Suena un poco como Dark Side of the Moon de Pink Floyd. El sonido es similar a High Flying Birds, pero más psicodélico y confuso. No es un proyecto electrónico. La gente saca esa conclusión apresurada porque Amorphous Androgynous solía ser un equipo electrónico".
En la rueda de prensa, explicando el material del disco en solitario y la charla de colaboración, Gallagher admitió que la colaboración está "De puta madre. Tiene como 18 pistas, algo de krautrock, algo de Soul, algo de Funk y eso es sólo la primera canción.". Luego confesó que estaba nervioso por la publicación de su segundo disco en solitario con Amorphous Androgynous. "Mucha gente está deseándolo, que es por lo que estoy nervioso. Se lo están imaginando en sus propias mentes, pensando que va a ser algo que podría no serlo cuando lo escuchen. Es jodidamente bueno, pero no debería haberlo anunciado probablemente. Pero entonces pensé: 'Está acabado, así que a la mierda, esto es lo que he estado trabajando.'". Más tarde le costó decir "sin comentarios" a los periodistas, añadiendo, "Estoy maldecido con una absoluta corriente interminable de chistes. Lo siento por eso. La gente dice que es mi forma de hablar en las entrevistas la que hace que la gente se interese. Pero ellos sólo quieren decir que soy honesto. 'Oh, tiene una honestidad, ese muchacho...' ¿Cómo de deprimente es eso?". El 16 de marzo de 2012, Gallagher anunció que su siguiente EP titulado Songs from the Great White North sería publicado exclusivamente para Record Shop Day el 21 de abril de 2012. El EP está compuesto de caras B e incluye su reciente colaboración con morphous Androgynous, "Shoot a Hole Into the Sun".

### Chasing Yesterday(2013–2016)
El 15 de agosto de 2013, Noel había sido programado para unirse a Andy Goldstein y Jason Victor Cundy para un programa de entrevistas, TalkSport for Sports Bar, para discutir temas del Manchester City y mucho más. Cuando rivalizaba con preguntas de los fanes en Twitter y por correo electrónico, Andy Goldstein revisó especulaciones de los rumores de una reunión de Oasis por Gallagher, mientras estaba en el programa, y una vez más desconectó cualquier posible rumor de una reunión de Oasis para 2014, y luego le preguntaron si estaba trabajando en algún material nuevo de 'High Flying Birds', confirmó con el programa de entrevistas lo siguiente:
"Tengo un montón de canciones sobrantes del último [álbum]. ¿Qué estoy haciendo en este momento? Estoy escribiendo, juntando cosas. Definitivamente, voy a hacer otro, [un nuevo disco], ¡eso es seguro! No quiero volver a la carretera aún, esa es la cosa". Guardándose algún detalle más de un nuevo segundo disco en solitario, a Gallagher se le pidió una fecha de lanzamiento del nuevo material, y con duda, dijo: "Probablemente saldrá cuando esté terminado, no sé".
El 20 de octubre de 2013, Gallagher afirmó que sus canciones más recientes que fueron escritas exclusivamente para el nuevo álbum son sus 'mejores canciones' nunca escritas. "He terminado y he tocado (las nuevas canciones), creo que '¡eso es bastante bueno! De hecho, podría ser la mejor canción que he escrito!'— 'Hasta que oí 'Rock and Roll Star 'en la radio, y dije, "Sí ... ¡no es tan buena!'".
El 17 de febrero de 2014, Rosie Danvers y The Wired Strings colaboraron con Noel Gallagher para su segundo disco en solitario, grabando para una pista. La sesión tuvo lugar en los Abbey Road Studios de Londres, según el sitio web de Wired Strings.
El 29 de mayo de 2014, Gallagher publicó una foto en su página de Facebook oficial confirmando que había comenzado a trabajar en su segundo álbum y posteriores. La foto muestra a Noel afinando una de sus muchas guitarras eléctricas.
El 17 de junio de 2014, su esposa, Sara MacDonald, indicó en Instagram que Gallagher estaba en medio de la grabación de su nuevo disco. Envió un mensaje a los fanes confirmando que Gallagher no haría su habitual viaje a la Copa Mundial de Fútbol, "Prepárense gente ....... no va a ir. Ni de coña. Está demasiado ocupado".
El 13 de octubre de 2014, se anunció que un nuevo álbum titulado Chasing Yesterday sería publicado el 2 de marzo de 2015. El primer sencillo del álbum, "In the Heat of the Moment", fue publicado el 17 de noviembre de 2014 seguido de "Ballad of the Mighty I" y "Riverman". Una gira en Reino Unido, Europa y Norteamérica seguidas de muchas apariciones en festivales.
El 4 de julio de 2015 encabezó el Calling Festival en Clapham Common. Después de tocar su primera canción ("Everybody's on the Run") Noel habló al público diciendo: "Hola Clapham ... Esto es algo que nunca pensé que diría".

### Who Built the Moon?(2017–2019)
Gallagher ha comenzado a trabajar en un tercer álbum en solitario. El 6 de octubre de 2016 publicó una foto en Instagram de sí mismo en un estudio con el subtítulo "Nuevos zapatos. Nuevo amplificador. Nuevo álbum. No hay descanso para los malvados".
Su tercer álbum titulado "Who Built the Moon?" fue lanzado el 24 de noviembre de 2017. Supuso una inmersión en la música electrónica ya que Noel quería probar cosas nuevas. Comenzó una gira que acabó en verano de 2019

### Sencillos independientes yBack The Way We Came Vol. 1(2019–2021)
Entre verano de 2019 y marzo de 2020, Noel publicó varios sencillos en los que se notaba que se había sumergido en el mundo de la música electrónica. En mayo de 2020 publicó Don't Stop... (Demo), primer sencillo de Oasis desde 2009. El 29 de abril de 2021 anunció que iba a publicar un disco recopilatorio llamado Back The Way We Came, donde estaban los grandes éxitos de Noel después de Oasis. También incluía dos canciones nuevas, publicadas entre mayo y junio de 2021.

### Council Skies(2021–2023)
El 31 de diciembre de 2020, Noel publicó una demo llamada "We're Gonna Get There In The End", en la que hablaba sobre la pandemia de COVID-19 y era el primer adelanto de su nuevo disco. El 1 de enero de 2022 dio más detalles sobre el disco para anunciar la publicación de una demo de la primera parte de "Trying To Find A World That's Been And Gone", donde se sumerge en un sonido orquestal. El 31 de octubre de 2022 publicó Pretty Boy, el primer sencillo del disco. Colaboró con Johnny Marr y Noel prueba con sonidos electrónicos. El 25 de diciembre se filtró la portada y el título del disco, que fue confirmado por él el 17 de enero de 2023, mismo día que publicó "Easy Now" como sencillo. El disco se llama "Council Skies" y la portada es en el centro del campo del estadio del Manchester City, Maine Road.  Se publicará el 2 de junio de 2023.

## Discografía
Álbumes de estudio
- Noel Gallagher's High Flying Birds (2011)
- Chasing Yesterday (2015)
- Who Built the Moon? (2017)
- Council Skies (2023)

Álbumes recopilatorios
- Back The Way We Came Vol.1 (2023)

## Miembros de la banda
Miembros actuales
- Noel Gallagher – voz, guitarra líder y rítmica (2010–2024), bajo (2010–2011)
- Mike Rowe – teclados (2010–2024)
- Russell Pritchard – bajo, coros (2011–2024)
- Chris Sharrock – batería (2016–2024)
- Gem Archer – guitarra rítmica y líder (2016–2024)
- Jessica Greenfield – coros, teclados adicionales (2017–2024)

Antiguos miembros
- Jeremy Stacey – batería (2010–2016)
- Tim Smith – guitarra rítmica y líder, coros (2011–2016)
- YSEÉ - vocales de apoyo (2017 - 2022)
- Charlotte Marionneau – silbato, tijeras, frases habladas en francés, pandereta, coros (2017– 2022)

Línea de tiempo